# Vrijheid
Il Vrijheid era un vascello di terza classe, a due ponti da 74 cannoni della marina da guerra della Repubblica delle Sette Province Unite, costruito negli ottanta del XVIII Secolo. Servì poi nella marina della Repubblica Batava e nella Royal Navy.

## Storia
Il vascello di terza classe  Vrijheid fu costruito su ordine dell’Ammiragliato di Amsterdam, venendo impostato nel 1782 e varato nel 1783, entrando in servizio in quello stesso anno. 
Nel corso del 1783 fu costituita una squadra navale con i vascelli Vrijheid, su cui alzava la sua insegna il viceammiraglio Pieter Hendrik Reynst, Noordholland, Hercules, Drenthe, Prins Willem e Harlingen e venne mandata in Mediterraneo in seguito ad alcuni contrasti sorti con la Repubblica di Venezia.  Il 2 febbraio 1784 le navi olandesi gettarono l’ancora nei pressi dell'isola di Minorca, Baleari, ma nella notte tra il 3 e il 4 febbraio furono colpite da una forte tempesta che durò per 48 ore. Il Vrijheid entrò in collisione con alcuni scogli affioranti e rimase fortemente danneggiato ma riuscì a rimanere a galla, mentre il Drenthe si arenò e successivamente affondò. 
Nel 1795, con la costituzione della Repubblica Batava, la nave transitò nella nuova marina.

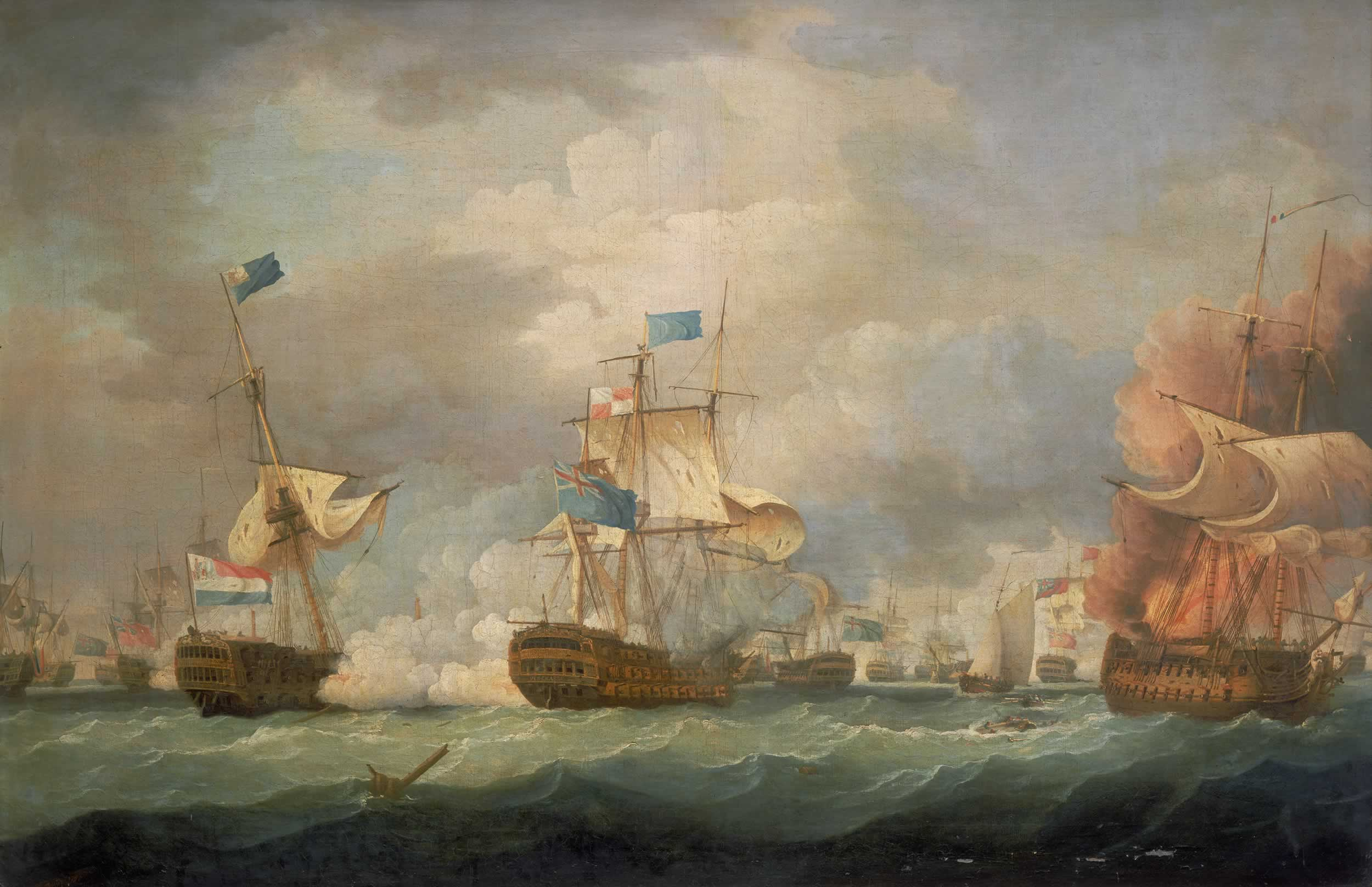
Dipinto di Thomas Whitcombe, del 1798, il vascello britannico HMS Venerable in battaglia con quello olandese Vrijheid.

L'11 ottobre 1797 il Vrijheid prese parte alla battaglia di Camperdown come nave di bandiera del viceammiraglio Jan Willem de Winter. A un certo punto dello scontro il Vrijheid fu circondato da quattro navi inglesi, e dopo un pesante combattimento dovette ammainare la bandiera ed arrendersi alle 15:15. Il Kapitein della nave, Louis Willem van Rossum (1765-1797) perì nel combattimento insieme ad altri 57 membri dell’equipaggio, mentre vi furono 98 feriti.
La nave fu ribattezzata HMS Vryheid ed entrò in servizio nella Royal Navy il 3 gennaio 1798, arrivando a Chatham l’8 dello stesso mese. Nel febbraio successivo fu riclassificata nave prigione,  e nell’aprile 1802 nave deposito esplosivi per venire definitivamente radiata l'11 giugno 1811.

### Annotazioni
1. ↑  Colpito ad una coscia da una palla di cannone morì poco tempo dopo.
2. ↑  Al comando del tenente di vascello John Maston, che lo mantenne fino al 1802.

### Fonti
1. 1 2 3 4 5  Colledge, Warlow 2006, p. 378.
2. ↑  de Groot, Vorstman 1980, pp. 171-172.
3. ↑  James 1886, p. 76.
4. ↑  James 1886, p. 79.
5. ↑  Fischer 1997, pp. 341-347.
6. ↑  James 1886, p. 78.
7. ↑   Design histories of rated warships... "tracing the family trees" [Archive]  - Sails of Glory Anchorage, su sailsofglory.org.